# Сейит, Джеват
Джева́т Сейи́т (тур. Cevat Seyit; 17 июля 1906, Стамбул — 23 ноября 1945, Стамбул) — турецкий футболист, играл на позиции полузащитника. Участник Олимпийских игр 1928 года.

## Биография

### Клубная карьера
Всю футбольную карьеру Сейит играл за «Фенербахче», в составе которого в общей сложности сыграл 252 матча. В составе «жёлтых канареек» завоевал 12 трофеев, среди которых 6 титулов Стамбульской лиги и 4 Стамбульских Щита.

### Карьера в сборной
Дебютировал за сборную Турции 17 июля 1927 года в товарищеском матче со сборной Болгарии — та встреча завершилась со счётом 3:3. Принимал участие на олимпийском футбольном турнире 1928 года, где сыграл в матче со сборной Египта (1:7). Всего за сборную Турции сыграл 5 матчей и не отметился забитыми мячами.

### Смерть
Скоропостижно скончался 23 ноября 1945 года в Стамбуле в возрасте 39 лет.

## Достижения
«Фенербахче»
- Чемпион Стамбульской лиги (5): 1929/30, 1932/33, 1934/35, 1935/36, 1936/37
- Победитель Национального дивизиона[англ.] (1): 1937
- Обладатель Стамбульского Щита[англ.] (4): 1929/30, 1933/34, 1937/38 , 1938/39